# Pingasa manilensis
Pingasa manilensis là một loài bướm đêm trong họ Geometridae.